# (33548) 1999 JC13
1999 JC13 (asteroide 33548) é um asteroide da cintura principal. Possui uma excentricidade de 0.10933070 e uma inclinação de 13.22799º.
Este asteroide foi descoberto no dia 10 de maio de 1999 por Korado Korlević em Visnjan.